# 佩列季爾 (里普基區)
51°50′11″N 30°44′15″E / 51.83639°N 30.73750°E
佩列季爾（烏克蘭語：Переділ），是烏克蘭北部的村莊，隸屬切爾尼希夫州的切爾尼希夫區。該村始建於1752年，面積0.66平方公里，海拔高度112米，2001年人口42，人口密度每平方公里63.6人。